# 农村工作通讯
《农村工作通讯》创刊于1956年，是中国大陆农业类半月刊，编辑部位于北京市。
《农村工作通讯》在2018年被中华人民共和国国家新闻出版广电总局新闻报刊司评为2017年全国“百强报刊”。